# گل‌سپاس صلیبی
گل‌سپاس صلیبی (نام علمی: Gentiana cruciata) نام یک گونه از سرده گل‌سپاسی است.

## نگارخانه

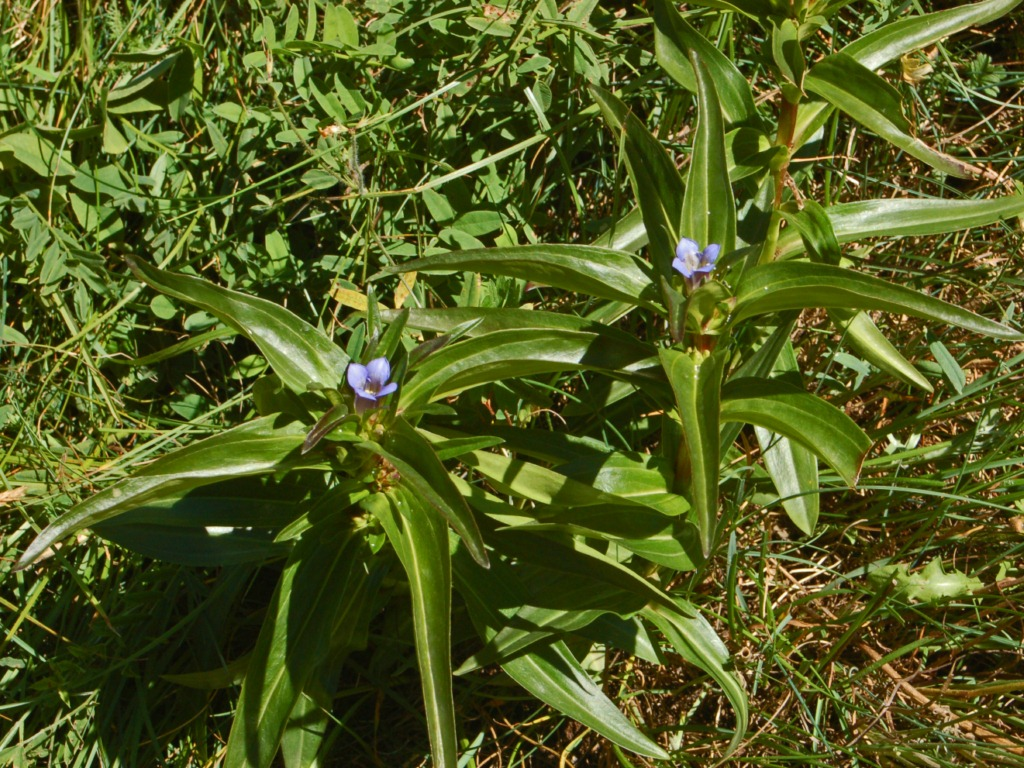
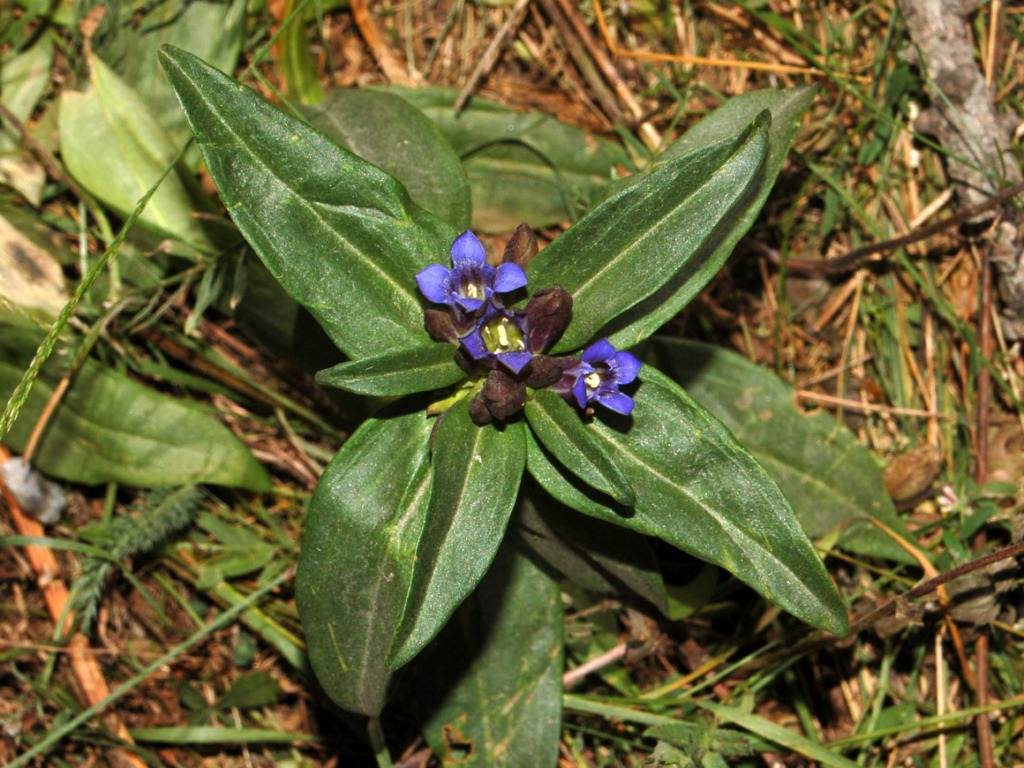
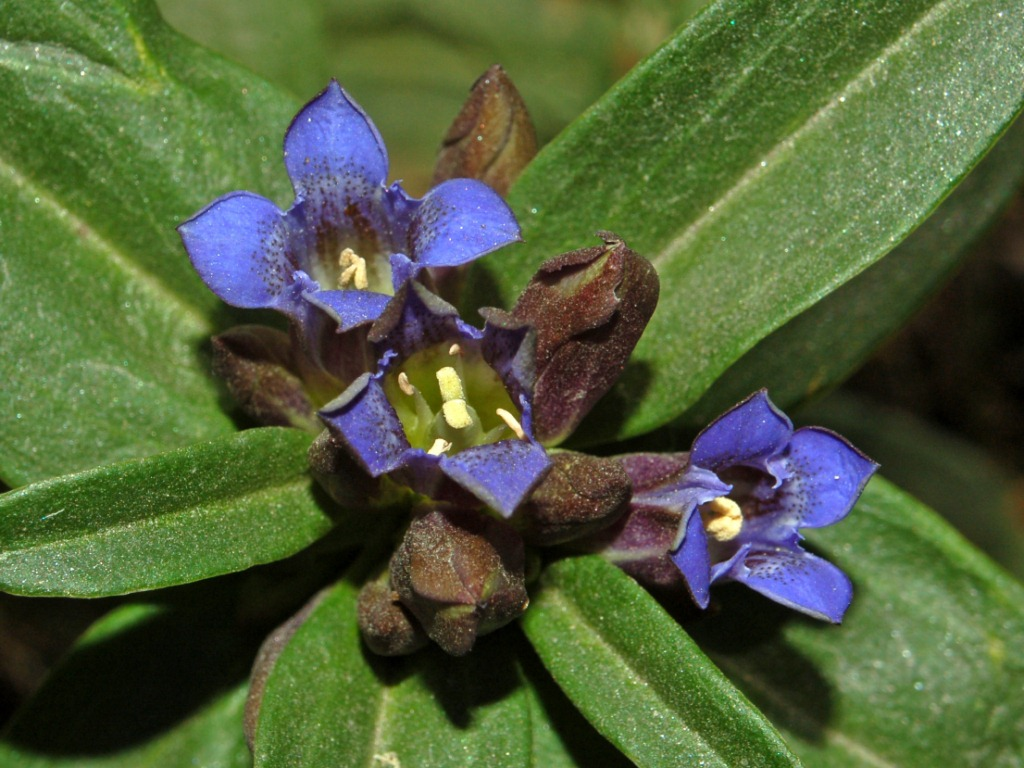
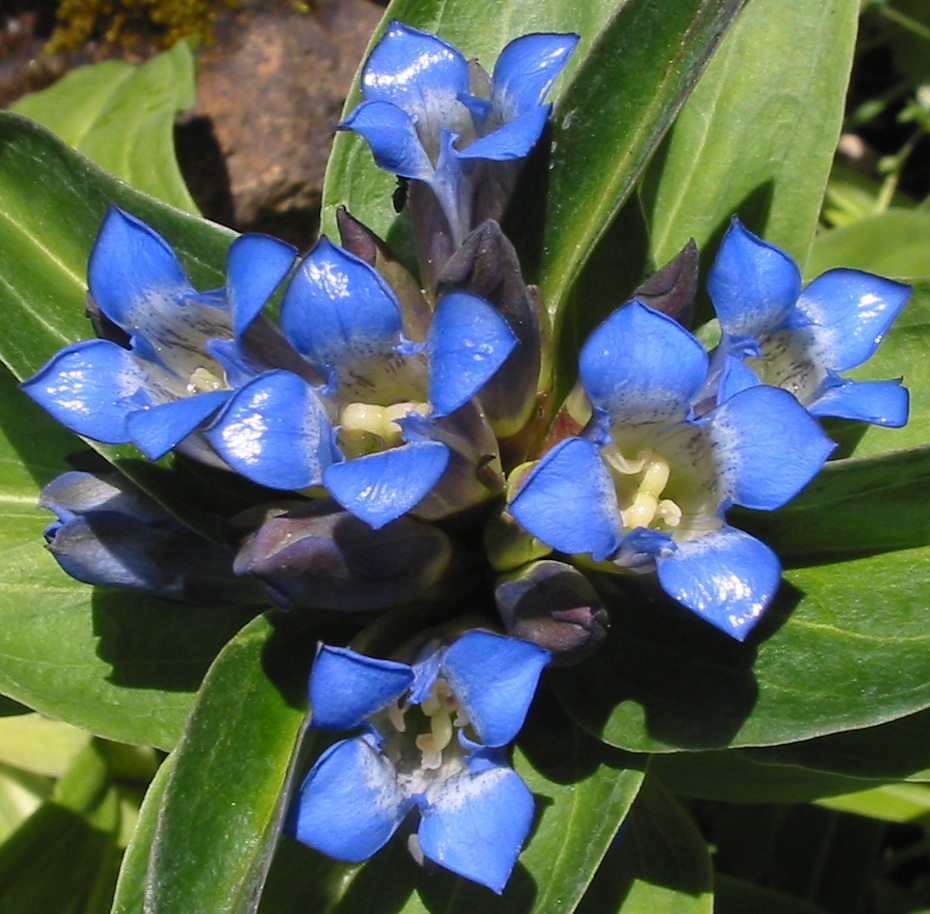